# Kumbe Balue
Pour les articles homonymes, voir Balue.
Kumbe Balue est une localité du Cameroun, située dans l'arrondissement d'Ekondo-Titi, le département du Ndian et la Région du Sud-Ouest.

## Population
La localité comptait 906 habitants en 1953, 428 en 1968-1969 et 510 en 1972, principalement des Balue, d'où son nom.
Lors du recensement national de 2005, Kumbe Balue comptait 4 321 habitants.